# Ekspedycja 38
Ekspedycja 38 – stała załoga Międzynarodowej Stacji Kosmicznej, która sprawowała swoją misję od 10 listopada 2013 do 11 marca 2014 roku. Ekspedycja 38 rozpoczęła się wraz z odłączeniem od stacji statku Sojuz TMA-09M i trwała do odcumowania od ISS statku Sojuz TMA-10M.

## Załoga
Astronauci Oleg Kotow, Siergiej Riazanski i Michael Hopkins przybyli na ISS 26 września 2013 roku na pokładzie Sojuza TMA-10M i weszli w skład Ekspedycji 37. Jeszcze w czasie trwania Ekspedycji 37, 7 listopada 2013 roku dołączyli do nich Michaił Tiurin, Richard Mastracchio i Kōichi Wakata, którzy przybyli na pokładzie Sojuza TMA-11M. Po odłączeniu od stacji Sojuza TMA-09M stali się oni członkami 38. stałej załogi ISS.
Gdy 11 marca 2014 roku Sojuz TMA-10M odłączył się od stacji z Kotowem, Riazanskim i Hopkinsem na pokładzie, zakończyła się misja Ekspedycji 38. Jednocześnie kosmonauci Tiurin, Mastracchio i Wakata przeszli w skład 39. stałej załogi ISS.
| Funkcja              | Astronauta                                     |
| -------------------- | ---------------------------------------------- |
| Dowódca              | Oleg Kotow, Roskosmos 3. lot kosmiczny         |
| Inżynier pokładowy 1 | Siergiej Riazanski, Roskosmos 1. lot kosmiczny |
| Inżynier pokładowy 2 | Michael Hopkins, NASA 1. lot kosmiczny         |
| Inżynier pokładowy 3 | Kōichi Wakata, JAXA 4. lot kosmiczny           |
| Inżynier pokładowy 4 | Richard Mastracchio, NASA 4. lot kosmiczny     |
| Inżynier pokładowy 5 | Michaił Tiurin, Roskosmos 3. lot kosmiczny     |

## Spacery kosmiczne
Podczas Ekspedycji 38 wykonano cztery spacery kosmiczne (EVA), które łącznie trwały 27 godzin i 13 minut.

### Naprawa systemu chłodzenia

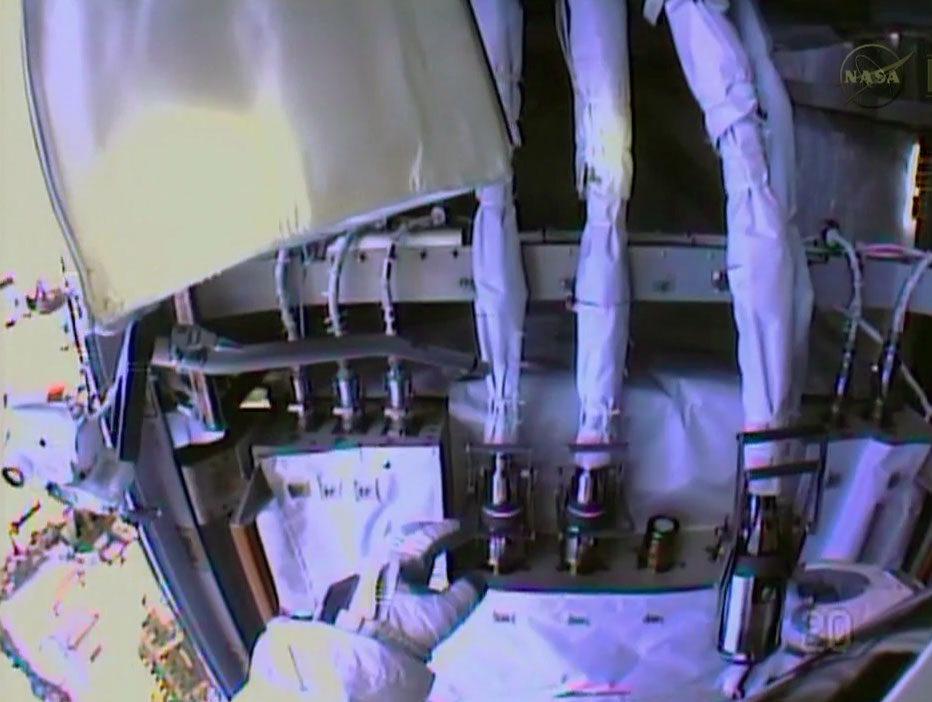
Richard Mastracchio odłącza przewody z uszkodzonej pompy amoniaku

11 grudnia 2013 roku doszło do awarii jednego z obwodów chłodzenia w amerykańskim segmencie stacji. Okazało się, że nie zamknął się zawór w pompie amoniaku. W efekcie kontrola misji podjęła decyzję o konieczności wyjścia astronautów w otwartą przestrzeń kosmiczną w celu naprawy usterki. Przeprowadzono to w dwóch spacerach kosmicznych, w których uczestniczyli astronauci Richard Mastracchio i Michael Hopkins ubrani w kombinezony EMU. Ich pierwsze EVA rozpoczęło się 21 grudnia 2013 o 12:01 UTC i dotyczyło demontażu modułu zepsutej pompy. Po zakończeniu tego zadania astronauci zabezpieczyli ten obwód chłodzący oraz przygotowali zapasową pompę do montażu podczas kolejnego wyjścia. Spacer kosmiczny zakończył się o 17:29 UTC po 5 godzinach i 28 minutach. Podczas represuryzacji śluzy powietrznej pojawił się problem ze skafandrem Mastracchio i zrodziły się obawy o możliwość przedostania się wody do sublimatora. W związku z tym kontrola misji podjęła decyzję o wykorzystaniu w kolejnym EVA zapasowego skafandra, jednak konieczność jego rekonfiguracji opóźniła kolejne wyjście o dobę.
24 grudnia 2013 o 11:53 UTC astronauci Mastracchio i Hopkins po raz drugi opuścili wnętrze stacji i zajęli się montażem zapasowej pompy amoniaku na segmencie S1 struktury kratownicowej. Po zakończeniu zadania kontrola misji nakazała astronautom sprawdzić czy ich kombinezony nie są zanieczyszczone amoniakiem. Nie stwierdzono żadnych zanieczyszczeń i obaj kosmonauci zakończyli spacer kosmiczny o 19:23 UTC po 7 godzinach i 30 minutach.

### Rosyjskie spacery kosmiczne

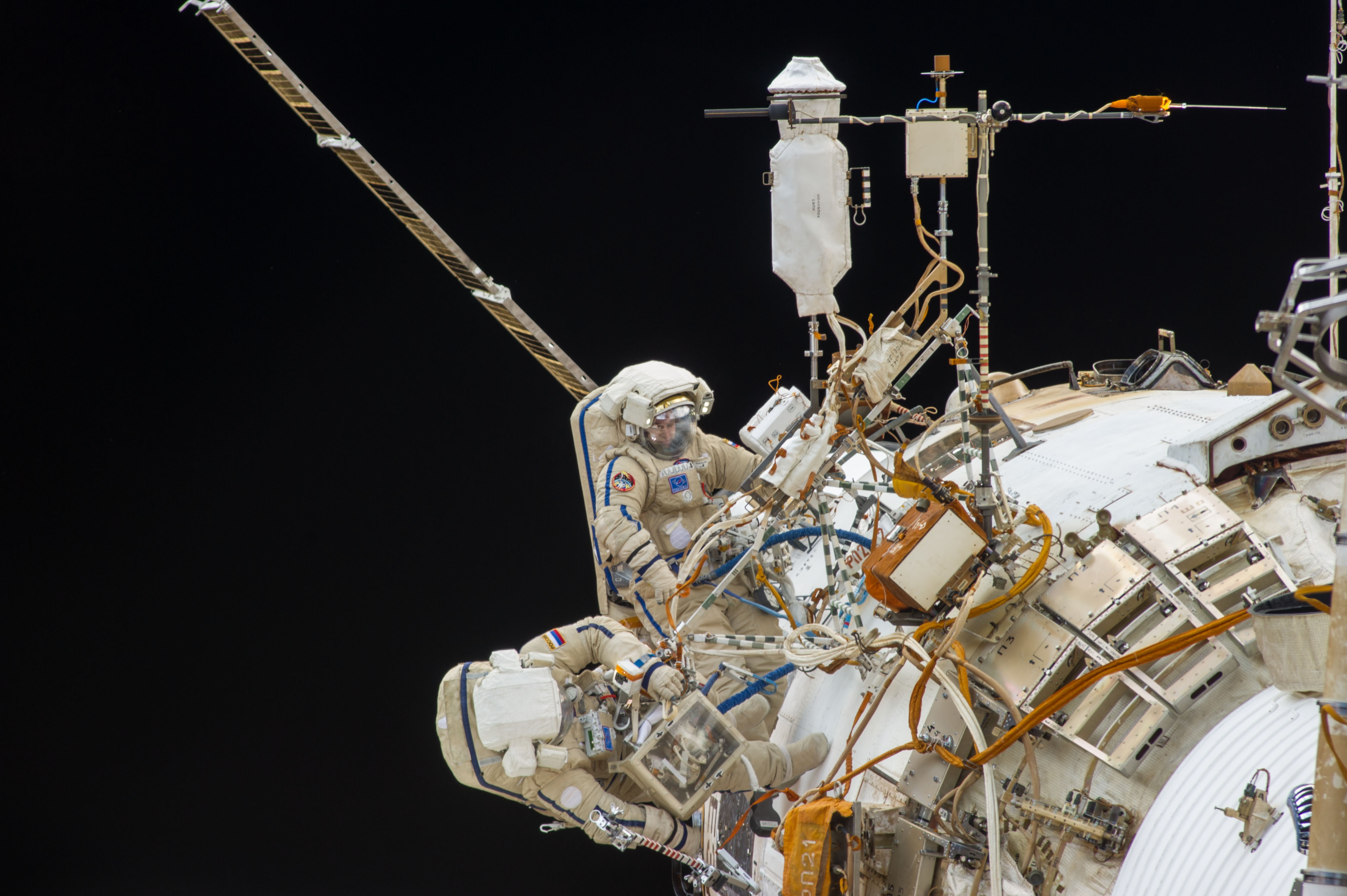
Oleg Kotow i Siergiej Riazanski podczas prac na zewnątrz modułu Zwiezda

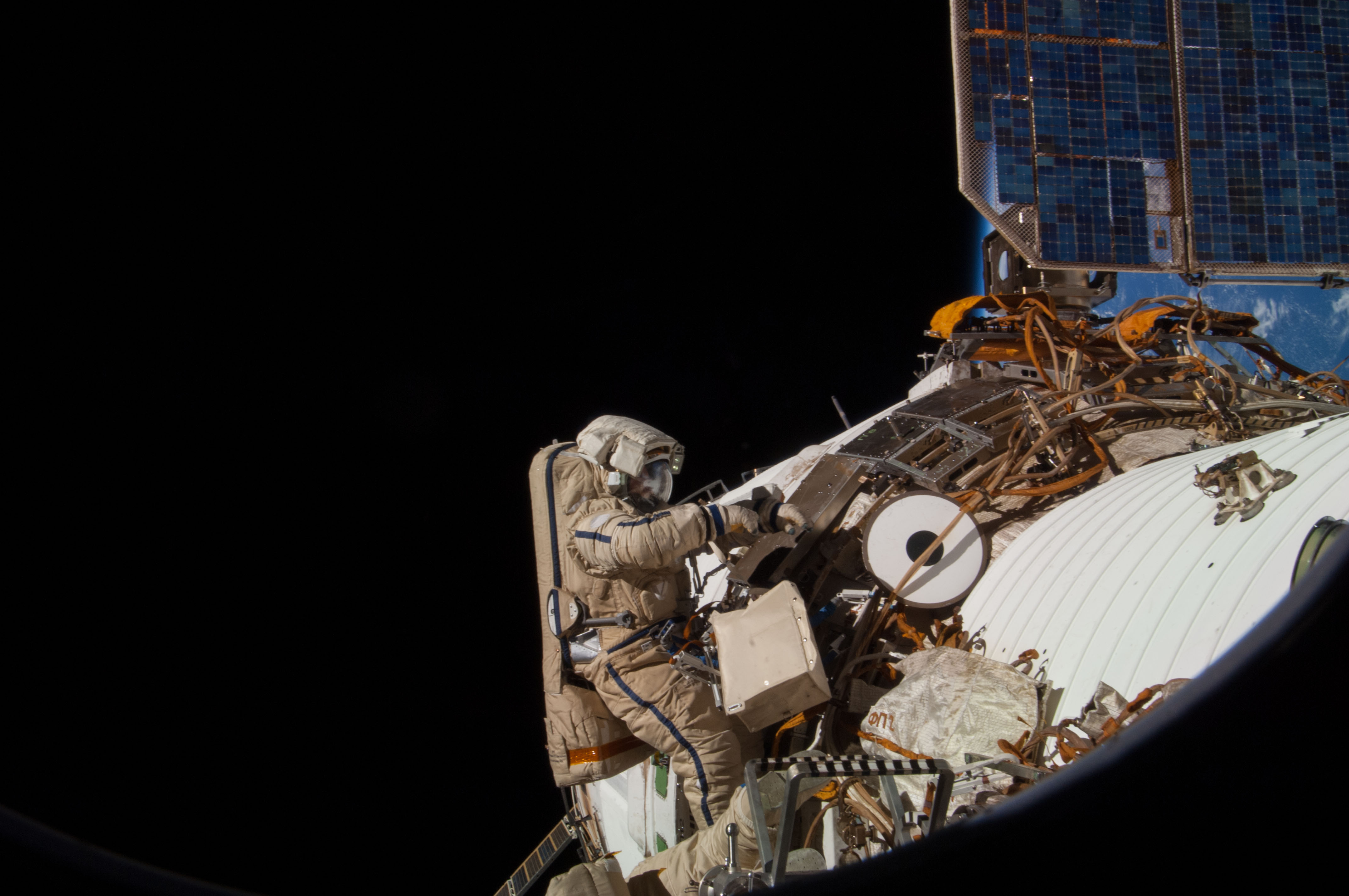
Siergiej Riazanski w czasie spaceru kosmicznego

W czasie Ekspedycji 38 odbyły się również dwa spacery rosyjskich kosmonautów. W obu wyjściach udział wzięli Oleg Kotow i Siergiej Riazanski, którzy byli ubrani w skafandry Orłan i opuszczali wnętrze ISS przez śluzę Pirs. Pierwsze ich EVA rozpoczęło się 27 grudnia 2013 o 13:00 UTC. Głównym zadaniem kosmonautów była instalacja dwóch kamer służących do obserwowania Ziemi w ramach przedsięwzięcia komercyjnego kanadyjskiego przedsiębiorstwa, które chce udostępniać obraz swoim subskrybentom. Kamery zostały zamontowane na specjalnym dwuosiowym stanowisku, którego montaż odbył się podczas spacerów kosmicznych w poprzednich ekspedycjach. Jednak po ich zamontowaniu okazało się, że urządzenia te z nieznanego powodu nie przesyłają danych do stacji odbiorczej na Ziemi. W efekcie kontrola misji nakazała kosmonautom zdemontować te kamery i przenieść je z powrotem do wnętrza stacji w celu przeanalizowania co było źródłem problemów. Astronautom wydano także polecenie dokładnego sfotografowania przewodów zasilających ułożonych na zewnątrz stacji w celu ich inspekcji. Po zakończeniu prac związanych z kamerami, Kotow i Riazanski zdemontowali z modułu Zwiezda i wyrzucili w otwartą przestrzeń kosmiczną eksperyment Wspliesk, który od 2008 roku monitorował zdarzenia socjologiczne. W jego miejsce zamontowano z kolei urządzenie badawcze Seismoprognoz, które również służy do monitorowania trzęsień ziemi, ale jest bardziej zaawansowane techniczne od poprzednika. W związku z koniecznością demontażu kamer kosmonautom nie wystarczyło czasu na wykonanie wszystkich zaplanowanych prac, w tym demontażu ramy, która kiedyś służyła do eksperymentów naukowych. Mimo tego był to najdłuższy rosyjski spacer kosmiczny w historii, gdyż trwał 8 godzin i 7 minut.
Oleg Kotow i Siergiej Riazanski ponownie opuścili wnętrze stacji 27 stycznia 2014 roku o 14:00 UTC. Głównym celem tej EVA była instalacja dwóch kamer do obserwacji Ziemi, których pierwsza próba montażu odbyła się podczas poprzedniego wyjścia. Po zamontowaniu kamer na module Zwiezda okazało się, że w jednej z nich ponownie występują problemy z przekazem danych do stacji odbiorczej. Kosmonauci zajęli się również demontażem specjalnej kasetki umieszczonej na zewnątrz modułu Pirs, która wykorzystywana była do badania skutków ekspozycji materiałów na działanie otwartej przestrzeni kosmicznej. Następnie zdemontowano także specjalne stanowisko pracy umieszczone na module Zaria, dzięki czemu operacje manipulatorem Canadarm2 nie będą utrudnione. Spacer kosmiczny zakończył się o 20:08 UTC po 6 godzinach i 8 minutach.

### Lista spacerów kosmicznych podczas Ekspedycji 38
| Lp. | Data             | Astronauci                    | Śluza powietrzna, skafandry | Początek  | Koniec    | Czas trwania | Cele |
| --- | ---------------- | ----------------------------- | --------------------------- | --------- | --------- | ------------ | --- |
| 1   | 21 grudnia 2013  | Richard Mastracchio, NASA     | Quest, EMU                  | 11:01 UTC | 17:29 UTC | 5 h 28 min   | demontaż uszkodzonej pompy amoniaku systemu chłodzenia, przygotowanie zapasowej pompy do instalacji |
| 1   | 21 grudnia 2013  | Michael Hopkins, NASA         | Quest, EMU                  | 11:01 UTC | 17:29 UTC | 5 h 28 min   | demontaż uszkodzonej pompy amoniaku systemu chłodzenia, przygotowanie zapasowej pompy do instalacji |
| 2   | 24 grudnia 2013  | Richard Mastracchio, NASA     | Quest, EMU                  | 11:53 UTC | 19:23 UTC | 7 h 30 min   | montaż zapasowej pompy amoniaku w miejsce wcześniej zdemontowanego modułu |
| 2   | 24 grudnia 2013  | Michael Hopkins, NASA         | Quest, EMU                  | 11:53 UTC | 19:23 UTC | 7 h 30 min   | montaż zapasowej pompy amoniaku w miejsce wcześniej zdemontowanego modułu |
| 3   | 27 grudnia 2013  | Oleg Kotow, Roskosmos         | Pirs, Orłan                 | 13:00 UTC | 21:07 UTC | 8 h, 7 min   | zrealizowane: montaż dwóch kamer do obserwacji Ziemi (następnie zdemontowane w związku z problemami z przesyłaniem danych), inspekcja fotograficzna okablowania, zamiana urządzenia do badań sejsmograficznych na nowsze; niezrealizowane: demontaż ramy służącej do eksperymentów naukowych |
| 3   | 27 grudnia 2013  | Siergiej Riazanski, Roskosmos | Pirs, Orłan                 | 13:00 UTC | 21:07 UTC | 8 h, 7 min   | zrealizowane: montaż dwóch kamer do obserwacji Ziemi (następnie zdemontowane w związku z problemami z przesyłaniem danych), inspekcja fotograficzna okablowania, zamiana urządzenia do badań sejsmograficznych na nowsze; niezrealizowane: demontaż ramy służącej do eksperymentów naukowych |
| 4   | 27 stycznia 2014 | Oleg Kotow, Roskosmos         | Pirs, Orłan                 | 14:00 UTC | 20:08 UTC | 6 h, 8 min   | instalacja dwóch kamer na module Zwiezda (która nie udała się podczas poprzedniego EVA), demontaż z modułu Pirs kasetki do badań nad materiałami, demontaż stanowiska pracy z modułu Zaria                                                                                                   |
| 4   | 27 stycznia 2014 | Siergiej Riazanski, Roskosmos | Pirs, Orłan                 | 14:00 UTC | 20:08 UTC | 6 h, 8 min   | instalacja dwóch kamer na module Zwiezda (która nie udała się podczas poprzedniego EVA), demontaż z modułu Pirs kasetki do badań nad materiałami, demontaż stanowiska pracy z modułu Zaria                                                                                                   |

## Loty transportowe

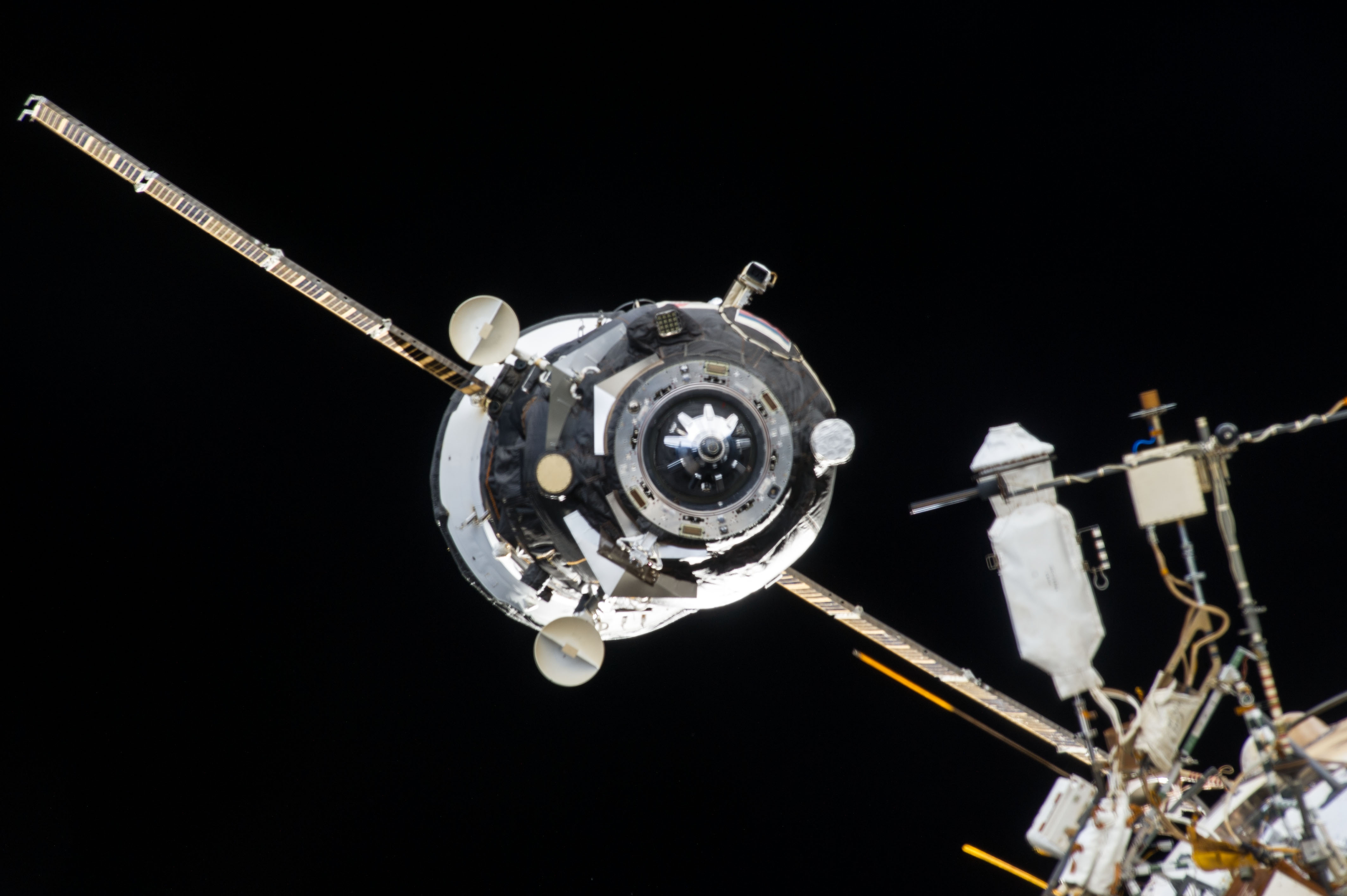
Progress M-21M w pobliżu stacji ISS

W momencie rozpoczęcia Ekspedycji 38 do modułu Pirs zadokowany był statek Progress M-20M, który przybył na stację 28 lipca 2013 roku. Odłączył się on od ISS 3 lutego 2014 roku i spłonął w atmosferze 8 dni później. Z kolei 25 listopada 2013 roku z kosmodromu Bajkonur wystartował statek Progress M-21M, który zadokował do ISS po czterech dniach lotu. Na jego pokładzie znajdowało się 2398 kg ładunku w tym:
- 670 kg paliwa,
- 50 kg tlenu,
- 420 kg wody pitnej,
- 89 kg sprzętu dla systemów stacji,
- 91 kg elementów do urządzeń sanitarnych,
- 187 kg środków żywności,
- 122 kg środków medycznych,
- 79 kg środków osobistych załogi,
- 46 kg dokumentacji i sprzętu fotograficznego,
- 300 kg materiałów do badań naukowych,
- 19 kg wyposażenia rosyjskiej części stacji,
- 178 kg zaopatrzenia dla amerykańskiej sekcji ISS,
- 134 kg zaopatrzenia dla załogi,
- 11 kg sprzętu potrzebnego do spacerów kosmicznych.

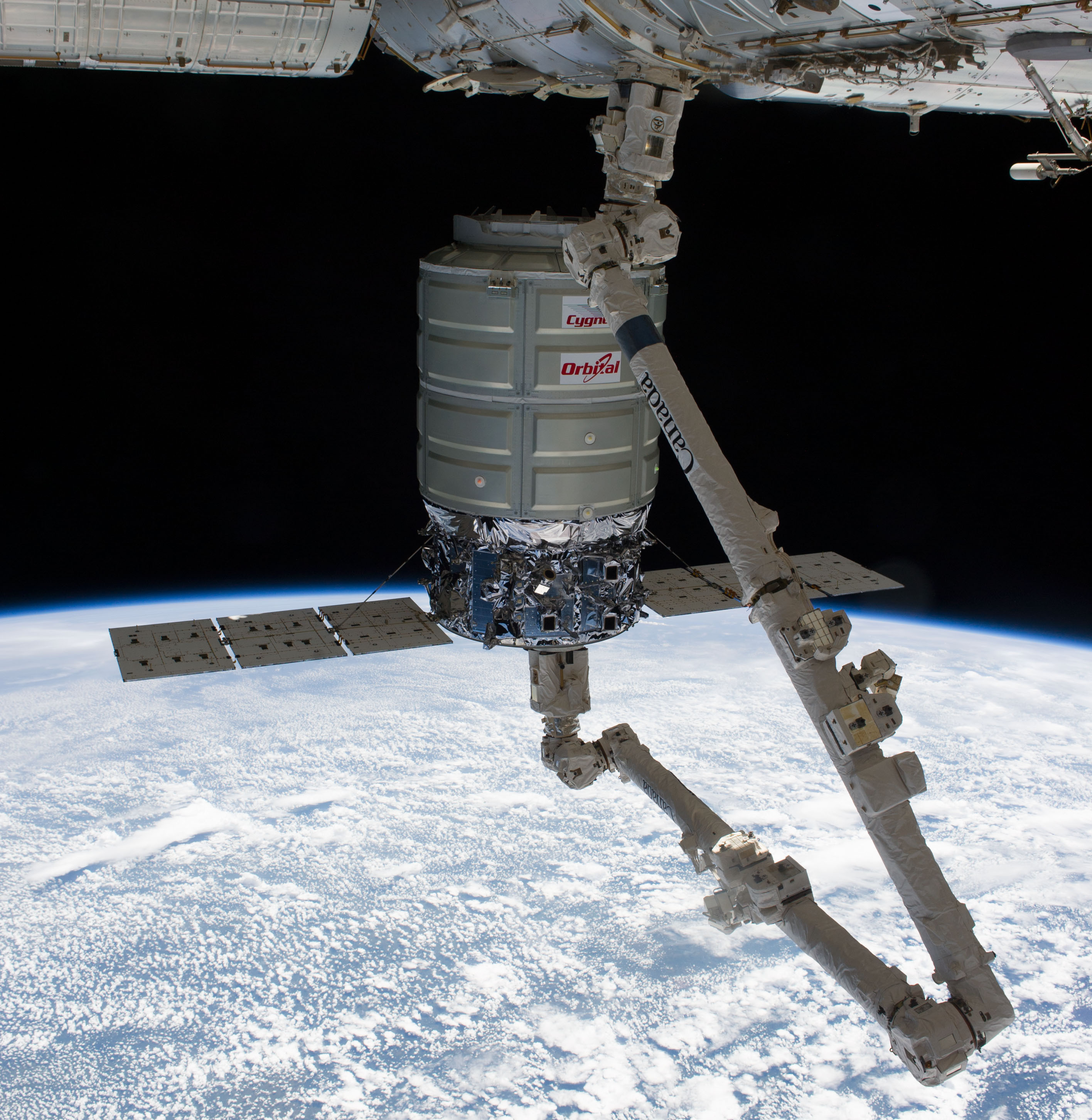
Statek Cygnus podczas odciągania przez Canadarm2 po oddokowaniu od ISS

Międzynarodową Stację Kosmiczną odwiedził również statek Cygnus w ramach misji Cygnus CRS Orb-1, która była pierwszym lotem zaopatrzeniowym tego pojazdu kosmicznego w ramach programu Commercial Resupply Services. Cygnus zbliżył się do ISS 12 stycznia 2014 roku, a następnie został uchwycony o 11:08 UTC przez mechaniczne ramię Canadarm2. Później statek Cygnus został przyciągnięty do portu cumowniczego w module Harmony, gdzie o 13:05 UTC nastąpiło jego dokowanie.
Na pokładzie Cygnusa znajdowało się 1261 kg zaopatrzenia dla stacji ISS, w tym m.in.: zaopatrzenie dla załogi, części zapasowe do systemów funkcjonujących na stacji, materiały do badań i eksperymentów, w tym eksperymenty studenckie do wykonania badań w warunkach mikrograwitacji oraz satelity typu CubeSat do obserwacji powierzchni Ziemi.
Statek Cygnus pozostał zadokowany do ISS przez 36 dni, po czym został odcumowany 18 lutego 2014 o 10:25 UTC, a następnie odciągnięty od stacji przez ramię Canadarm2. Mechaniczne ramię stacji uwolniło Cygnusa o 11:41 UTC i statek zaczął oddalać się od ISS. Następnego dnia dokonano jego kontrolowanej deorbitacji, w wyniku czego statek spłonął w atmosferze ok. 18:20 UTC.

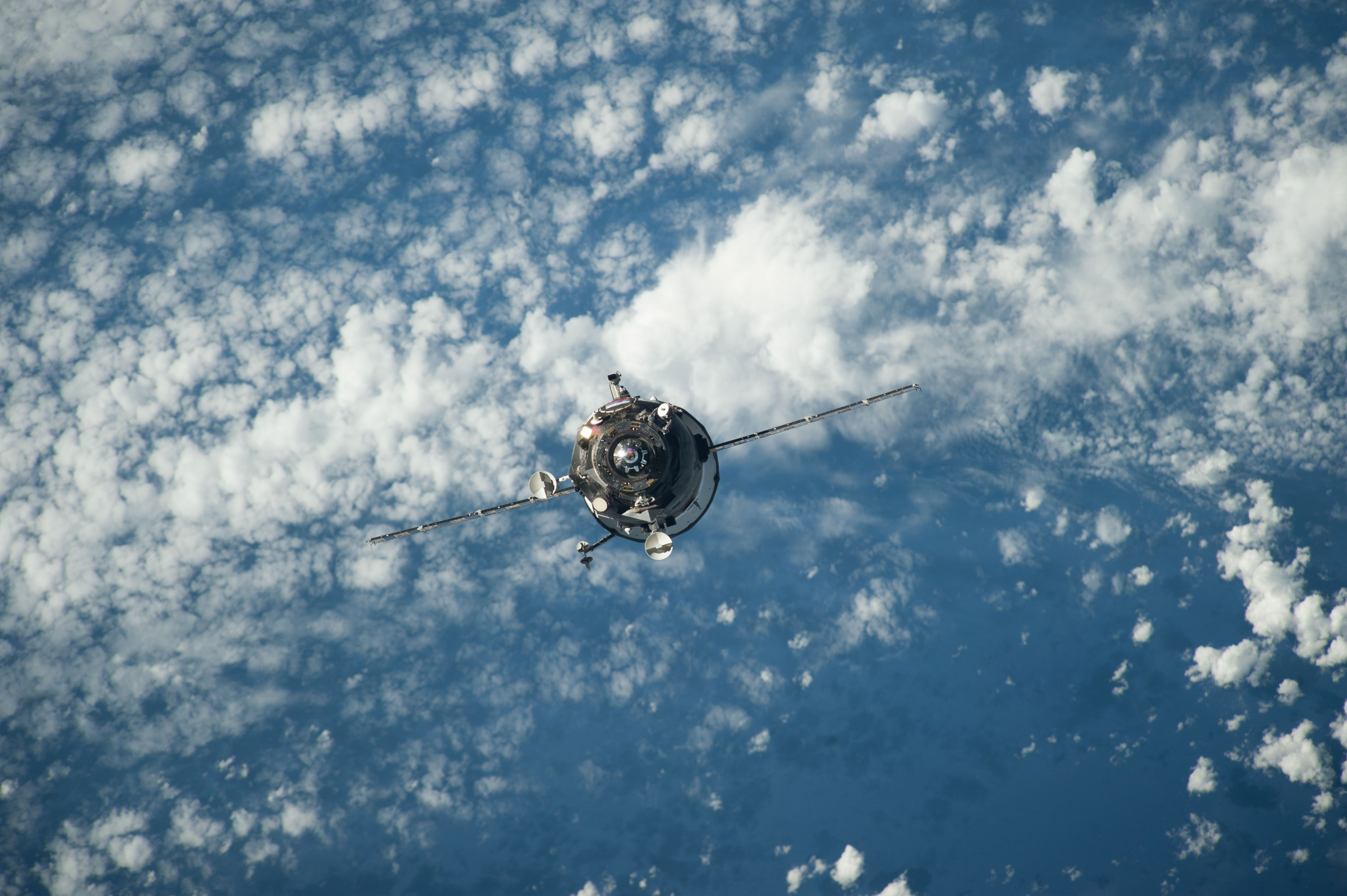
Progress M-22M zbliża się do ISS

5 lutego 2014 roku do ISS przybył również Progress M-22M, który dostarczył na stację 2370 kg ładunku, w tym:
- 656 kg paliwa,
- 50 kg tlenu,
- 420 kg wody pitnej,
- 463 kg sprzętu dla systemów stacji,
- 64 kg elementów do urządzeń sanitarnych,
- 358 kg środków żywności,
- 130 kg środków medycznych,
- 6 kg sprzętu do systemu przeciwpożarowego,
- 25 kg dokumentacji i sprzętu fotograficznego,
- 96 kg wyposażenia rosyjskiej części stacji,
- 93 kg zaopatrzenia dla załogi.

W momencie zakończenia Ekspedycji 38 statki Progress M-21M i M-22M pozostały zadokowane do stacji.

### Lista lotów transportowych do ISS w czasie Ekspedycji 38
Kursywa oznacza, że start i dokowanie statku transportowego miało miejsce przed rozpoczęciem Ekspedycji 38 lub jego odłączenie i deorbitacja nastąpiły po zakończeniu misji.
| Statek, misja           | Rakieta nośna | Start misji                                                      | Połączenie z ISS                                            | Odłączenie od ISS                                            | Czas na ISS                                                                         | Deorbitacja                | Ładunek do ISS |
| ----------------------- | ------------- | ---------------------------------------------------------------- | ----------------------------------------------------------- | ------------------------------------------------------------ | ----------------------------------------------------------------------------------- | -------------------------- | -------------- |
| Progress M-20M          | Sojuz-U       | 27 lipca 2013 20:45 UTC, Bajkonur 31/6                           | 28 lipca 2013 02:26 UTC                                     | 3 lutego 2014 16:21 UTC                                      | 190 d 13 h 55 min                                                                   | 11 lutego 2014 15:55 UTC   | 2366 kg        |
| Progress M-20M          | Sojuz-U       | 27 lipca 2013 20:45 UTC, Bajkonur 31/6                           | Pirs                                                        |                                                              |                                                                                     | 11 lutego 2014 15:55 UTC   | 2366 kg        |
| Progress M-21M          | Sojuz-U       | 25 listopada 2013 20:53 UTC, Bajkonur 31/6                       | 29 listopada 2013 22:30 UTC                                 | 23 kwietnia 2014 08:58 UTC                                   | 189 d 11 h 44 min W dniach 23-25 kwietnia 2014 wykonano test systemu dokowania Kurs | 9 czerwca 2014 17:23 UTC   | 2398 kg        |
| Progress M-21M          | Sojuz-U       | 25 listopada 2013 20:53 UTC, Bajkonur 31/6                       | 25 kwietnia 2014 12:13 UTC                                  | 9 czerwca 2014 13:29 UTC                                     | 189 d 11 h 44 min W dniach 23-25 kwietnia 2014 wykonano test systemu dokowania Kurs | 9 czerwca 2014 17:23 UTC   | 2398 kg        |
| Progress M-21M          | Sojuz-U       | 25 listopada 2013 20:53 UTC, Bajkonur 31/6                       | Zwiezda                                                     |                                                              |                                                                                     | 9 czerwca 2014 17:23 UTC   | 2398 kg        |
| Cygnus Cygnus CRS Orb-1 | Antares 120   | 9 stycznia 2014 18:07 UTC, Mid-Atlantic Regional Spaceport LP-0A | 12 stycznia 2014 uchwycenie: 11:08 UTC dokowanie: 13:05 UTC | 18 lutego 2014 odłączenie: 10:25 UTC wypuszczenie: 11:41 UTC | 36 d 21 h 20 min                                                                    | 19 lutego 2014 18:20 UTC   | 1261 kg        |
| Cygnus Cygnus CRS Orb-1 | Antares 120   | 9 stycznia 2014 18:07 UTC, Mid-Atlantic Regional Spaceport LP-0A | Harmony                                                     |                                                              |                                                                                     | 19 lutego 2014 18:20 UTC   | 1261 kg        |
| Progress M-22M          | Sojuz-U       | 5 lutego 2014 22:22 UTC, Bajkonur 1/5                            | 5 lutego 2014 13:58 UTC                                     | 7 kwietnia 2014 13:58 UTC                                    | 60 d 15 h 36 min                                                                    | 18 kwietnia 2014 15:46 UTC | 2370 kg        |
| Progress M-22M          | Sojuz-U       | 5 lutego 2014 22:22 UTC, Bajkonur 1/5                            | Pirs                                                        |                                                              |                                                                                     | 18 kwietnia 2014 15:46 UTC | 2370 kg        |

## Galeria

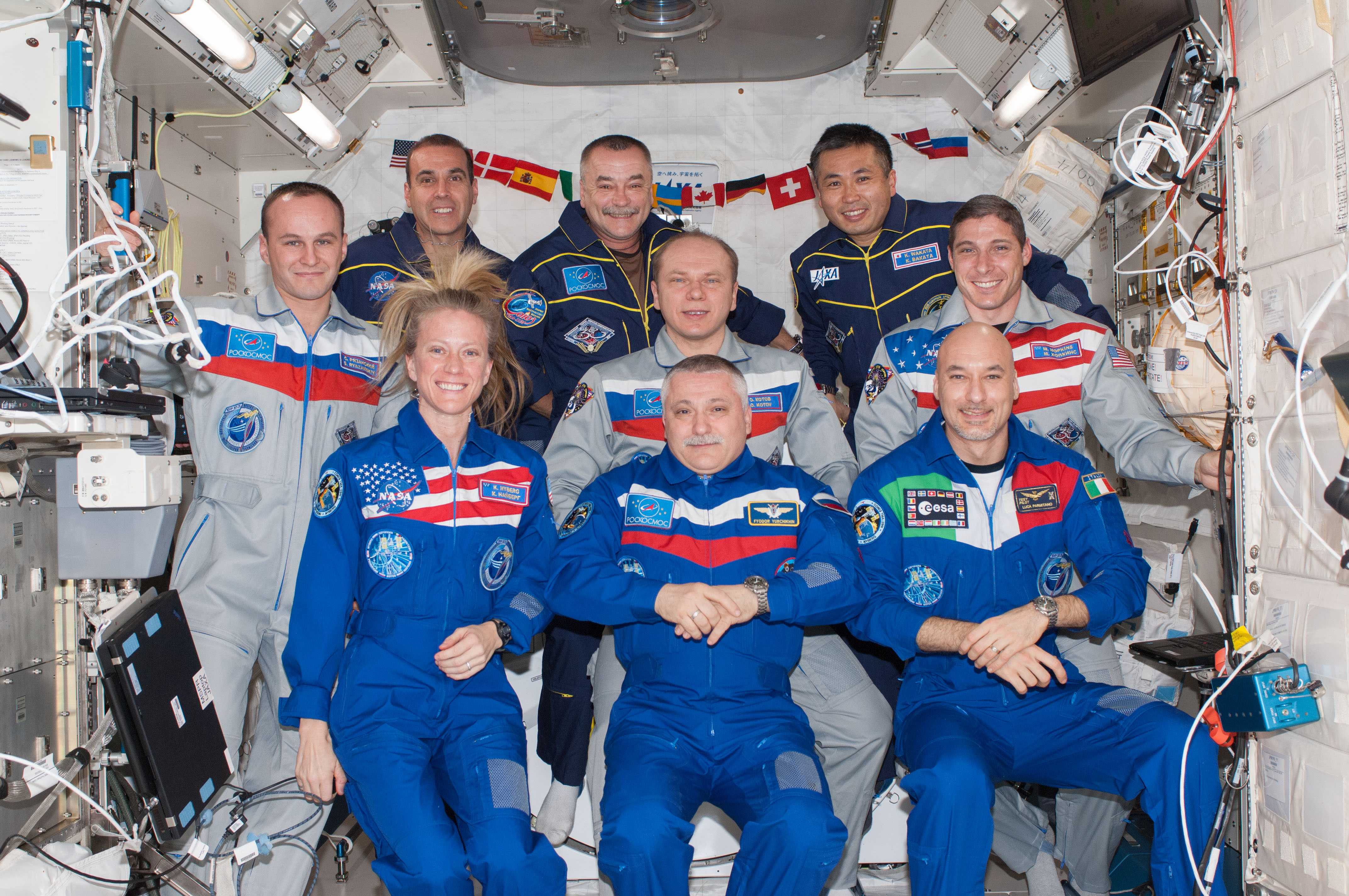
Członkowie Ekspedycji 37 i 38 w module Kibō
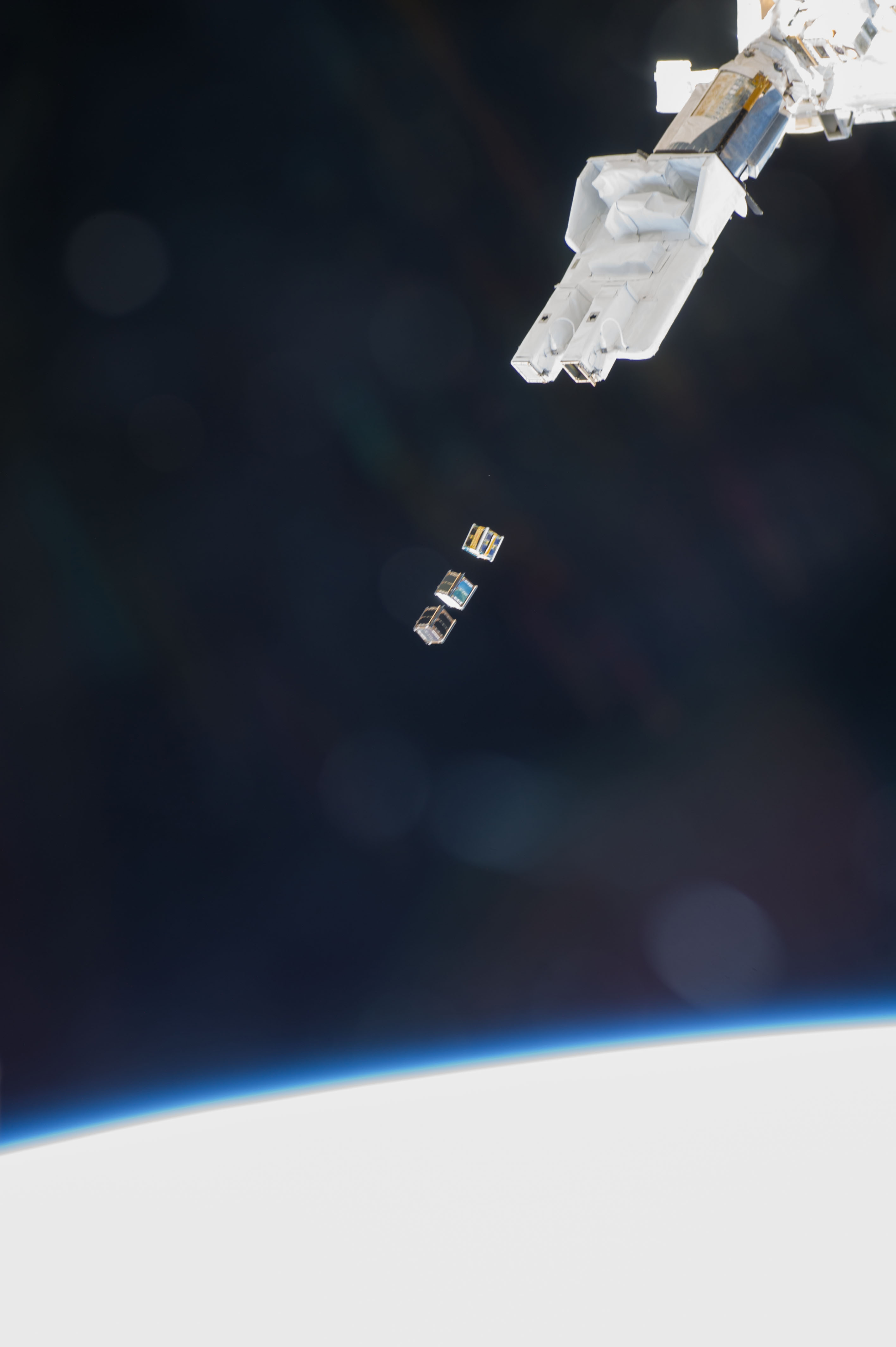
Wypuszczenie nanosatelitów w otwartą przestrzeń kosmiczną ze specjalnego dyspensera
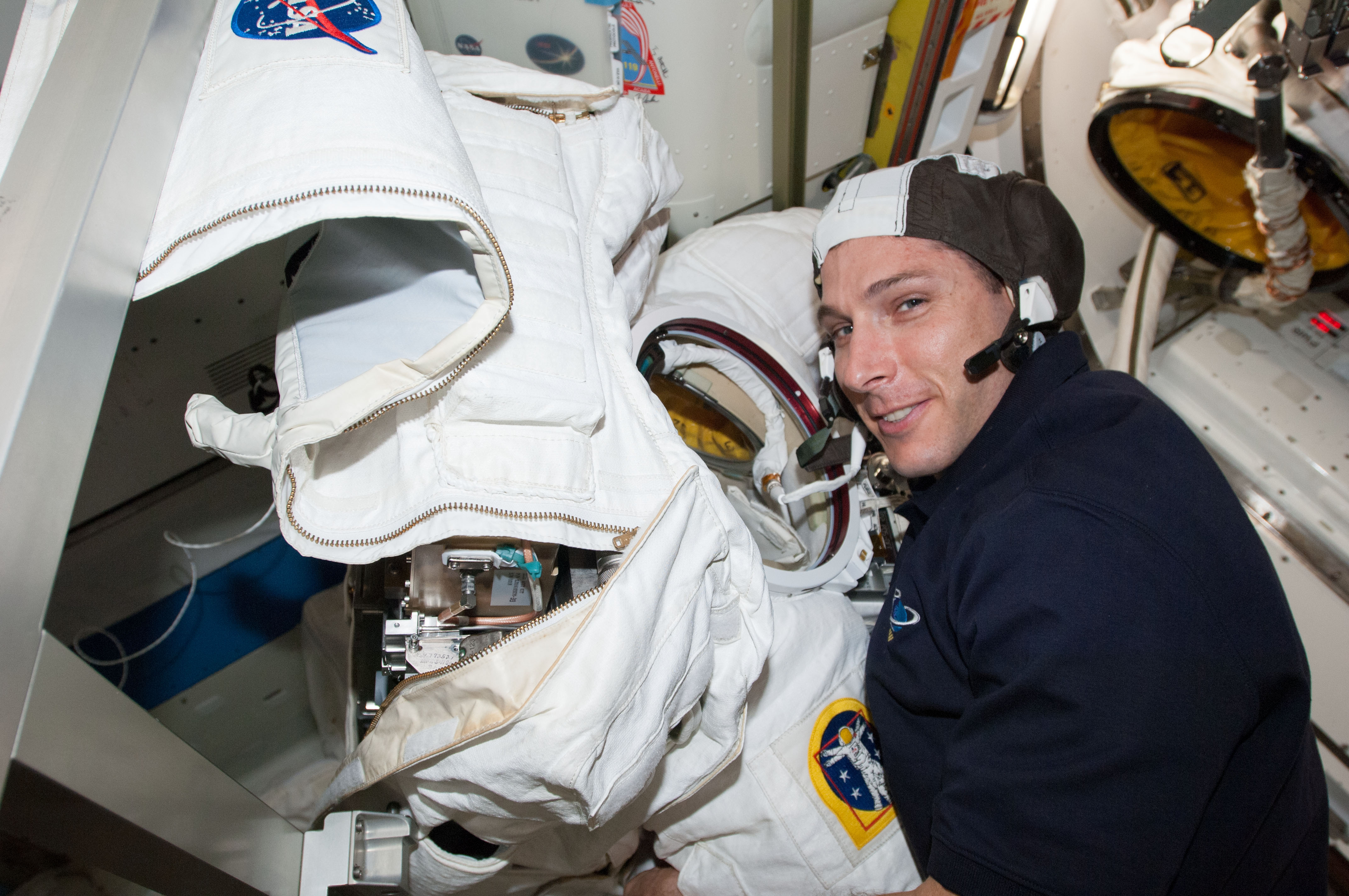
Michael Hopkins podczas prac przy skafandrze EMU w śluzie Quest
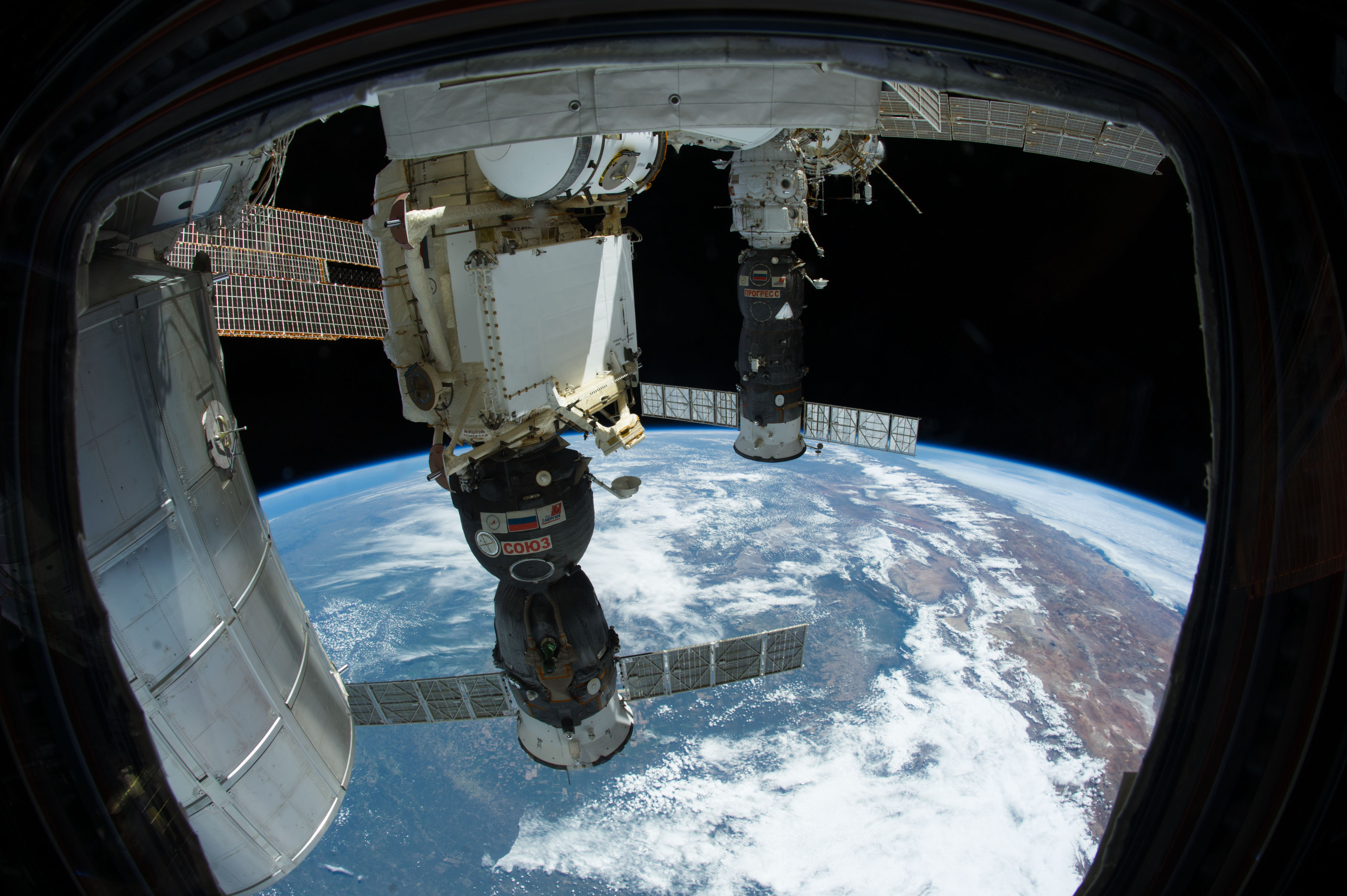
Sojuz TMA-11M i Progress M-20M (na dalszym planie) zadokowane do stacji
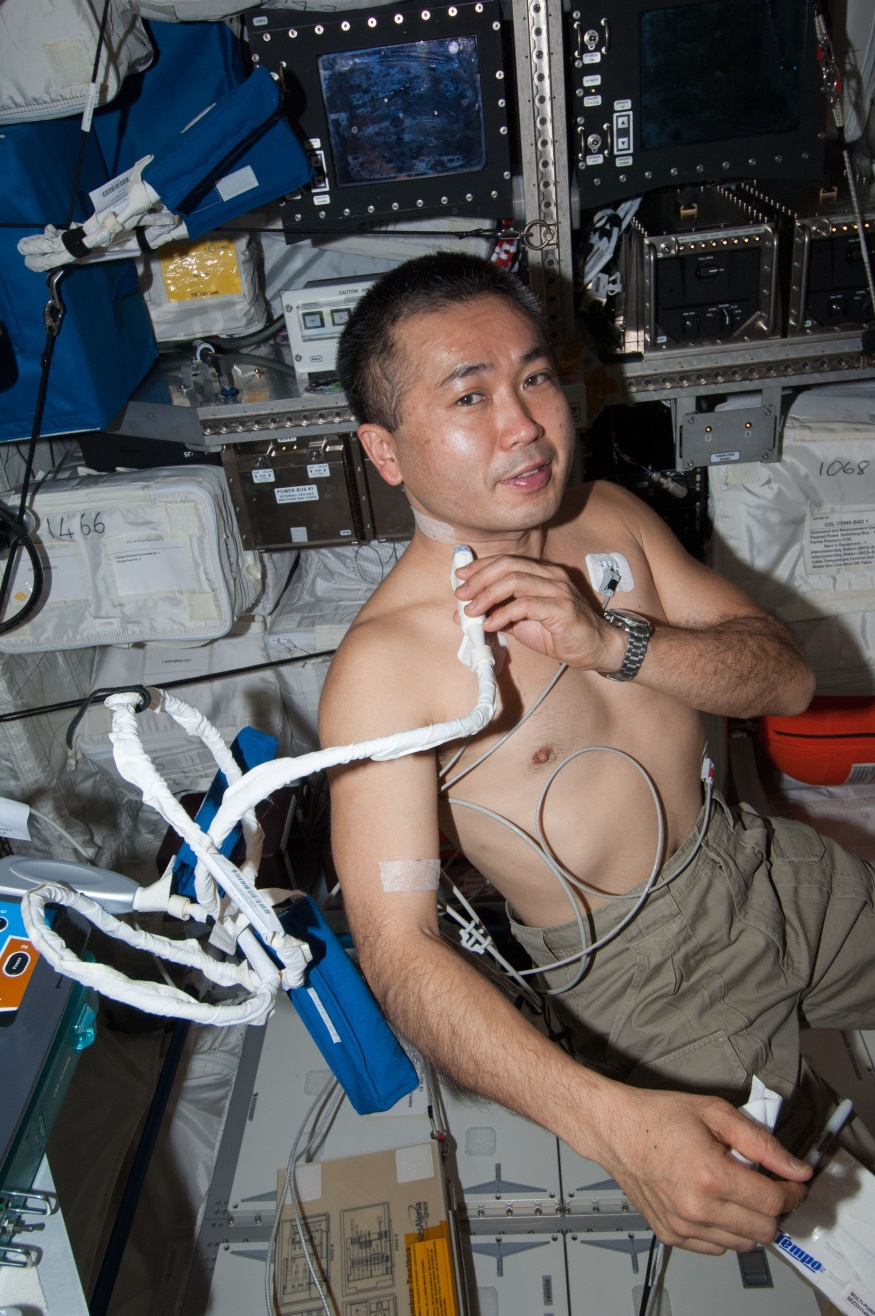
Koichi Wakata przeprowadza badanie ultrasonograficzne w module Columbus